# Kamosowo
Kamosowo (deutsch Kamissow) ist ein Dorf in der polnischen Woiwodschaft Westpommern. Es gehört zur Landgemeinde (gmina wiejska) Białogard (Belgard) im Powiat Białogardzki.

## Geographische Lage
Kamosowo liegt sieben Kilometer südwestlich von Białogard und ist über eine Nebenstraßenverbindung nach Sławoborze (Stolzenberg) – Świdwin (Schivelbein) zu erreichen. Durch die Gemeinde führt die Kleinbahnstrecke Białogard – Sławoborze. Die Feldmark wird von der Parsęta (Persante) und dem Topiel (Nonnenbach) begrenzt.

## Geschichte
Urkundlich belegt ist das Guts- und Bauerndorf Kamissow seit 1493. Das Rittergut – wie auch das Nachbargut Natztow – war bis 1773 ein Lehen der Familie von Wopersnow. Danach kam es in den Besitz derer von Kleist, unter deren Bewirtschaftung es zu großer Blüte gelangte.
Die Landgemeinde Kamissow wurde 1928 aus dem damaligen Gutsbezirk und der Dorfgemeinde gebildet. Im Jahre 1939 wohnten in der 771,5 Hektar umfassenden Gemeinde 246 Menschen in 60 Haushaltungen. Neben dem Gut gab es noch fünf größere und 25 kleinere bäuerliche Betriebe.
Selbständige Handwerksbetriebe waren nicht vorhanden. In der Gutsbrennerei wurden große Mengen von Kartoffeln zu Spiritus verarbeitet. Die letzte der früher vorhandenen Ziegeleien wurde im 18. Jahrhundert geschlossen.
Das zuständige Standesamt war in Standemin. Die polizeilichen Aufgaben erledigte der Landjägermeister im Vorwerk.
Am 3. März 1945 drangen sowjetische Truppen in das Dorf ein. Mehrere Gebäude wurden zerstört, die Einwohner vertrieben. Heute gehört Kamissow als polnisches Dorf Kamosowo zur Gemeinde Białogard.

## Amt Kamissow
Kamissow gehörte bis 1945 zum Landkreis Belgard (Persante) und bildete mit den Gemeinden Natztow und Sager einen eigenen Amtsbezirk. 

## Kirche
Kamissow war bis 1945 in das Kirchspiel der Marienkirche Belgard eingepfarrt und lag damit im Kirchenkreis Belgard. Dieser gehörte zur Kirchenprovinz Pommern der evangelischen Kirche der Altpreußischen Union. Letzte Geistliche vor 1945 waren Superintendent Johannes Zitzke und die Pfarrer Dr. Hans Wenschkewitz und Gerhard Schlecht.
Heute liegt Kamosowo im Kirchspiel Koszalin (Köslin) (Diözese Pommern-Großpolen) der polnischen Evangelisch-Augsburgischen Kirche. Kirchort ist wie früher Białogard, wo die Gottesdienste allerdings nur in der alten Georgenkirche (Kościół św. Jerzego) stattfinden.

## Schule
Kamissow verfügte bis 1945 über eine eigene einklassige Volksschule. 

## Sehenswürdigkeiten
Das Gutshaus und die dazugehörigen Parkanlagen aus dem 19. Jahrhundert in Kamosowo gelten als besonders sehenswert.

## Söhne und Töchter des Ortes
- Moritz Franz Kasimir von Wobersnow (1708–1759), preußischer Generalmajor